# 雷安耶
雷安耶（Legényes）是居住在外西凡尼亞的卡洛塔列地區的匈牙利民族所風行的男子單人舞。雷安耶字面上的意思就是年輕小伙子，但這種舞蹈仍是有老人在跳，顯示自己很年輕。外西凡尼亞原本是奧匈帝國的一部分，在二次大戰之後屬於羅馬尼亞。
雷安耶這種舞蹈是很隨性的，它是由一組組動作所組成，一組動作有四個八拍。第一個八拍為OPEN，第四個八拍為CLOSE。中間兩個八拍就是各舞者炫技的部分。通常由一位男舞者在樂手前面跳舞，女人們則在旁邊站成一排唱歌或歡呼。一位舞者通常都跳四組或八組動作，然後換下一位舞者。